# Ace (álbum de Bob Weir)
| Críticas profissionais        | Críticas profissionais      |
| Avaliações da crítica         | Avaliações da crítica       |
| Fonte                         | Avaliação                   |
| ----------------------------- | --------------------------- |
| Allmusic                      | [ 1 ]                       |
| Christgau's Record Guide      | A–                          |
| Rolling Stone                 | (majoritariamente positiva) |
| Encyclopedia of Popular Music | [ 4 ]                       |

Ace é um álbum do cantor e guitarrista da Grateful Dead, Bob Weir. Seu primeiro álbum solo, foi lançado em 1972.